# George Estman
George Anders Estman, född 8 september 1922, död 16 september 2006 i Alberton, var en sydafrikansk tävlingscyklist.
Estman blev olympisk silvermedaljör i lagförföljelse vid sommarspelen 1952 i Helsingfors.